# Mallory Park Race of the Year
De Race of the Year was een internationale wegrace die werd georganiseerd op het Mallory Park-circuit in het Verenigd Koninkrijk. Deze wedstrijd telde voor geen enkel kampioenschap, maar was wel vaak een krachtmeting tussen de topcoureurs uit het wereldkampioenschap wegrace en het wereldkampioenschap superbike. 
De race werd van 1958 tot 1981 en van 1985 tot 2008 gereden. In 2011 was er nog een eenmalige editie. 
De eerste race werd gewonnen door John Surtees met een MV Agusta 500 4C.

## Winnaars van de Race of the Year
| Jaar | Coureur          | Merk      | Type                          |
| ---- | ---------------- | --------- | ----------------------------- |
| 1958 | John Surtees     | MV Agusta | 500 cc 500 4C                 |
| 1959 | Bob McIntyre     | Norton    | 500 cc 30M Manx               |
| 1960 | Mike Hailwood    | Norton    | 500 cc 30M Manx               |
| 1961 | Gary Hocking     | MV Agusta | 500 cc 500 4C                 |
| 1962 | Derek Minter     | Norton    | 500 cc 30M Manx               |
| 1963 | Mike Hailwood    | MV Agusta | 500 cc 500 4C                 |
| 1964 | Mike Hailwood    | MV Agusta | 500 cc 500 4C                 |
| 1965 | John Cooper      | Norton    | 500 cc 30M Manx               |
| 1966 | Giacomo Agostini | MV Agusta | 500 cc 500 4C                 |
| 1967 | John Cooper      | Honda     | 297 cc RC 174                 |
| 1968 | John Cooper      | Honda     | 297 cc RC 174                 |
| 1969 | Giacomo Agostini | MV Agusta | 500 cc 500 3C                 |
| 1970 | John Cooper      | Yamsel    | 350 cc TR 2                   |
| 1971 | John Cooper      | BSA       | 750 cc Rocket 3               |
| 1972 | Jarno Saarinen   | Yamaha    | 354 cc TR 3                   |
| 1973 | Phil Read        | MV Agusta | 500 cc 500 3C                 |
| 1974 | Barry Sheene     | Suzuki    | 750 cc TR 750                 |
| 1975 | Barry Sheene     | Suzuki    | 750 cc TR 750                 |
| 1976 | Steve Baker      | Yamaha    | 750 cc TZ 750                 |
| 1977 | Pat Hennen       | Suzuki    | 653 cc XR 23                  |
| 1978 | Barry Sheene     | Suzuki    | 500 cc RG 500                 |
| 1979 | Kenny Roberts    | Yamaha    | 500 cc TZ 500                 |
| 1980 | Randy Mamola     | Suzuki    | 500 cc RG 500                 |
| 1981 | Graeme Crosby    | Suzuki    | 500 cc RG 500                 |
| 1986 | Roger Marshall   | Honda     | 500 cc NS 500                 |
| 1987 | Roger Marshall   | Suzuki    | 1100 cc GSX-R 1100            |
| 1988 | James Whitham    | Suzuki    | 750 cc GSX-R 750              |
| 1989 | Terry Rymer      | Yamaha    | 750 cc FZR 750 R              |
| 1990 | Terry Rymer      | Yamaha    | 750 cc FZR 750 R              |
| 1991 | Rob McElnea      | Yamaha    | 750 cc FZR 750 R              |
| 1992 | John Reynolds    | Kawasaki  | 750 cc ZXR 750 R              |
| 1994 | Matt Llewellyn   | Ducati    | 926 cc 926                    |
| 1995 | Chris Walker     | Honda     | 250 cc NSR 250                |
| 1996 | Ray Stringer     | Kawasaki  | 750 cc ZX-7R Ninja            |
| 1997 | Jamie Vincent    | Honda     | 500 cc NSR 500                |
| 1998 | Chris Walker     | Kawasaki  | 750 cc ZX-7R Ninja            |
| 1999 | Jamie Vincent    | Honda     | 500 cc NSR 500                |
| 2000 | Steve Plater     | Kawasaki  | 750 cc ZX-7RR Ninja           |
| 2001 | Michael Rutter   | Kawasaki  | 750 cc ZX-7RR Ninja           |
| 2002 | Glen Richards    | Kawasaki  | 750 cc ZX-7R Ninja            |
| 2003 | Michael Rutter   | Ducati    | 998 cc 998                    |
| 2004 | John Reynolds    | Suzuki    | 1000 cc GSX-R 1000            |
| 2005 | Glen Richards    | Kawasaki  | 1000 cc ZX-10R Ninja          |
| 2006 | Chris Walker     | Suzuki    | 1000 cc GSX-R 1000            |
| 2007 | Cal Crutchlow    | Suzuki    | 1000 cc GSX-R 1000            |
| 2008 | Tom Sykes        | Suzuki    | 1000 cc GSX-R 1000            |
| 2011 | Sam Lowes        | Honda     | 1000 cc CBR 1000 RR Fireblade |
| 2014 | John Ingram      | Kawasaki  | 1000 cc ZX-10R Ninja          |
| 2017 | Bradley Ray      | Suzuki    | 1000 cc GSX-R 1000            |
| 2018 | Richard Cooper   | Suzuki    | 1000 cc GSX-R 1000            |